# B' Katīgoria 2010-2011
L'edizione 2010-2011 della B' Katīgoria vide la vittoria finale dell'Aris Limassol.

## Formula
Le 14 squadre partecipanti hanno disputato il campionato incontrandosi in due gironi di andata e ritorno, per un totale di 26 giornate. Erano previste tre retrocessioni. Al termine della regular season era previsto un girone di play-off tra le prime quattro classificate che si incontrarono tra di loro in gare di andata e ritorno, conservando il punteggio acquisito durante la stagione regolare. Le prime tre sono state promosse in Divisione A.
Per la retrocessione era previsto un meccanismo analogo: le ultime due erano retrocesse direttamente, mentre le squadre classificate dalla sest'ultma alla terz'ultima avrebbero dovuto affrontarsi in un girone a quattro, con gare di sola andata, conservando il punteggio acquisito durante la stagione regolare; l'ultima sarebbe stata retrocessa. Dopo il primo turno, però, l'ASIL Lysi era già matematicamente retrocessa, grazie alla vittoria dell'Onisillos Sotira sul Chalkanoras Idaliou: per questo motivo la federazione cipriota decise di non disputare le restanti partite di spareggio.

## Classifica finale
|  | Pos. | Squadra              | Pt | G  | V  | N  | P  | GF | GS | DR  |
|  | ---- | -------------------- | -- | -- | -- | -- | -- | -- | -- | --- |
|  | 1    | Arīs Limassol        | 50 | 26 | 15 | 5  | 6  | 41 | 20 | +21 |
|  | 2    | Nea Salamis          | 48 | 26 | 13 | 9  | 4  | 45 | 19 | +26 |
|  | 3    | Omonia Aradippou     | 47 | 26 | 14 | 5  | 7  | 37 | 27 | +10 |
|  | 4    | Anagennīsī Deryneia  | 42 | 26 | 12 | 6  | 8  | 28 | 25 | +3  |
|  | 5    | Othellos Athīainou   | 41 | 26 | 10 | 11 | 5  | 28 | 22 | +6  |
|  | 6    | Atromītos Geroskīpou | 40 | 26 | 12 | 4  | 10 | 35 | 26 | +9  |
|  | 7    | PAEEK Kerynias       | 36 | 26 | 10 | 6  | 10 | 36 | 36 | +0  |
|  | 8    | Akritas Chlōrakas    | 34 | 26 | 9  | 7  | 10 | 34 | 38 | -4  |
|  | 9    | APEP Pitsilia        | 33 | 26 | 8  | 9  | 9  | 33 | 34 | -1  |
|  | 10   | Chalkanoras Idaliou  | 33 | 26 | 9  | 6  | 11 | 41 | 44 | -3  |
|  | 11   | Onīsilos Sōtīra      | 32 | 26 | 8  | 8  | 10 | 26 | 30 | -4  |
|  | 12   | ASIL Lysī            | 23 | 26 | 6  | 5  | 15 | 20 | 41 | -21 |
|  | 13   | Digenīs Morphou      | 21 | 26 | 5  | 6  | 15 | 24 | 45 | -21 |
|  | 14   | Adonis Idalion       | 19 | 26 | 4  | 7  | 15 | 24 | 45 | -21 |

### Girone di Play-off
|  | Pos. | Squadra             | Pt | G  | V  | N  | P  | GF | GS | DR  |
|  | ---- | ------------------- | -- | -- | -- | -- | -- | -- | -- | --- |
|  | 1    | Arīs Limassol       | 57 | 32 | 16 | 9  | 7  | 49 | 25 | +24 |
|  | 2    | Nea Salamis         | 55 | 32 | 14 | 13 | 5  | 50 | 25 | +25 |
|  | 3    | Anagennīsī Deryneia | 54 | 32 | 15 | 9  | 8  | 37 | 27 | +10 |
|  | 4    | Omonia Aradippou    | 51 | 32 | 15 | 6  | 11 | 42 | 41 | +1  |

### Girone di Play-out
- ASIL Lysī -  APEP Pitsilia 3-3
- Onīsilos Sōtīra -  Chalkanoras Idaliou 3-2

Girone sospeso per la matematica retrocessione dell'ASIL (-9 dal Chalkanoras a due giornate dalla fine).

### Verdetti
- Aris Limassol, Nea Salamis e Anagennisi Deryneia promossi in Divisione A.
- ASIL Lysi, Digenis Morphou e Adonis Idalion retrocesse in Terza Divisione.

## Classifica marcatori
| Gol |  |  | Giocatore          | Squadra          |
| --- |  |  | ------------------ | ---------------- |
| 19  |  |  | Łukasz Sosin       | Arīs Limassol    |
| 16  |  |  | Chris Dickson      | Nea Salamis      |
| 15  |  |  | Janusz Surdykowski | APEP Pitsilia    |
| 12  |  |  | Edward Mashinya    | Omonia Aradippou |